# Peter Rasmussen (calciatore)
Peter Rasmussen (Hobro, 16 maggio 1967) è un ex calciatore danese, di ruolo attaccante.

## Palmarès

### Club

#### Competizioni nazionali
- Superligaen: 1

Aalborg: 1994-1995

### Nazionale
- Confederations Cup: 1

Danimarca: 1995